# Britta Oppelt
Britta Oppelt (født 5. juli 1978) er en tysk tidligere roer, der har vundet flere medaljer ved VM og OL.
Hendes første store internationale resultat kom i 1999, da hun var med til at blive U/23-verdensmester for Tyskland i dobbeltfirer, og året efter vandt hun VM-sølv for U/23 i singlesculler. I 2003 vandt hun sølv ved senior-VM i dobbeltsculler sammen med Kathrin Boron.
Hun var første gang med til OL i 2004 i Athen, hvor hun roede dobbeltsculler, nu sammen med Peggy Waleska. Duoen vandt deres indledende heat og kvalificerede sig dermed direkte i A-finalen. Her var deres største konkurrenter de forsvarende verdensmestre fra New Zealand, søstrene Georgina og Caroline Evers-Swindell, og de to par kom også langt foran de øvrige finalister. Newzealænderne vandt guld med et forspring på næsten et sekund til tyskerne, der fik sølv, mens briterne Sarah Winckless og Elise Laverick kom ind på bronzepladsen, yderligere næsten fem sekunder efter.
I 2005 roede Oppelt mest dobbeltfirer, og hun var dette år med til at vinde VM-sølv i denne båd. I 2006 vandt hun VM-sølv i dobbeltsculler, og i 2007 vandt hun endnu en VM-sølvmedalje, igen i dobbeltfirer.
Ved OL 2008 i Beijing stillede hun op i dobbeltfireren, der ud over Oppelt bestod af Manuela Lutze, Kathrin Boron og Stephanie Schiller (samme besætning som ved VM året forinden). Tyskerne blev nummer to i deres indledende heat, men kvalificerede sig til A-finalen ved at vinde deres opsamlingsheat. I finalen førte briterne en stor del af vejen, men den kinesiske båd satte en stærk slutspurt ind og vandt guld foran briterne, mens tyskerne sikrede sig bronze i et tæt opløb foran den ukrainske båd.
Da der for første gang i mere end 30 år blev afholdt EM i roning i 2010, stillede Oppelt igen op i dobbeltfireren, hvor hun var eneste genganger fra OL. Den næsten nye konstellation sikrede sig sølv ved EM og senere samme år bronze ved VM. I 2011 lykkedes det endelig for Oppelt at sikre sig en topplacering, da hun sammen med Stephanie Schiller, Julia Richter og Tina Manker blev verdensmester i dobbeltfireren.
Oppelts sidste OL blev i 2012 i London, hvor hun stillede op sammen med Annekatrin Thiele, Carina Bär og Julia Richter. Kvartetten vandt sikkert deres indledende heat, men i finalen var ukrainerne overlegne og vandt guld. Tyskerne udkæmpede en hård kamp med amerikanerne om de øvrige medaljepladser, hvor tyskerne til sidst trak fra og vandt sølv, mens USA fik bronze.
Med Oppelt i båden vandt tyskerne i 2013 både EM- og VM-guld, inden hun i 2015 indstillede sin karriere.